# 무르시아주
무르시아 광역자치주(스페인어: Murcia)는 스페인의 광역자치주로서 스페인의 남동쪽에 위치하며 안달루시아주와 발렌시아주 사이에 있다. 지중해를 끼고 있으며 공식적으로는 코뮤니닫 아우토노마 데 라 레이온 데 무르시아(Comunidad Autónoma de la Región de Murcia)이다.
전체 면적은 11,313 km2이며 주도에 전체 인구의 3분의 1이 살고 있다. 전체 인구는 120만 명 정도이다. 주요 생산물은 과일과 야채, 꽃이다. 농업에 유리한 따뜻한 지역이어서 더 유리하다. 다만 비가 적어 물 공급이 적기 때문에 더운 계절에는 어려움이 있기도 하다.

## 지리
가장 높은 곳은 2,027m인데 사실 전체 영역의 27%가 산악지대로 여겨진다. 35%는 평지에 해당한다. 전체 면적은 11,313 km2이며 인구는 120만 명이다. 산악 지대가 빈번하게 나타나며 남북으로 산악 지대가 뻗어 있다. 가장 높은 곳은 2,027m이다.

## 기후
지중해성 기후가 짙게 나타나며 반 건조 기후가 나타나기도 한다. 온난한 겨울이며 평균 기온 11도에 머문다. 여름의 경우 최고 온도가 40도까지 치솟으며 연중 온도는 평균적으로 18도에 머문다. 300~350mm 정도밖에 비가 내리지 않는다. 4~10월까지가 가장 비가 많이 내리는 기간으로서 어떤 날에는 하루 내내 비가 오는 날도 흔히 나타난다.
해안과의 거리가 멀리 떨어져 있기 때문에 기온차가 심한 편이다. 해안의 경우 온도가 10도 이하로 내려가는 경우가 거의 없지만 내륙 지방의 경우 6도 이상이 되는 경우가 흔치 않은 경우도 있다.
무르시아 시는 1994년 7월 4일 47,2 °C의 기온으로 스페인 사상 최고 온도를 기록하기도 하였다. 2005년 겨울에는 가장 추워 해안가에도 눈이 몰아치는 이변이 있기도 했다.

## 인구
| 연도        | 인구      | ±%     |
| ----------- | --------- | ------ |
| 1900        | 577,987   | —      |
| 1910        | 615,105   | +6.4%  |
| 1920        | 638,639   | +3.8%  |
| 1930        | 645,449   | +1.1%  |
| 1940        | 719,701   | +11.5% |
| 1950        | 756,721   | +5.1%  |
| 1960        | 800,463   | +5.8%  |
| 1970        | 832,313   | +4.0%  |
| 1981        | 955,498   | +14.8% |
| 1991        | 1,045,601 | +9.4%  |
| 2001        | 1,197,646 | +14.5% |
| 2011        | 1,462,128 | +22.1% |
| 2020        | 1,511,251 | +3.4%  |
| Source: INE |           |        |

2005년 스페인 통계청 기준 인구는 1.335.792명으로서 전체의 30.7%가 무르시아 시나 그 인근에 산다. 전체 스페인 인구의 3%가 이 일대에 있다. 세우터와 멜리야에 이어 무르시아는 농업 생산률이 가장 높은 곳이기도 하며 출산율이 가장 높은 지방이다.
- 출산율(2004) : 1,000명 당 13명
- 사망률(2004) : 1,000명 당 7.48명

1991-2005년의 통계에 따르면 인구 성장률이 26%를 상회하였다. 전체 인구의 12% 정도가 이민자 계열이다. 전체 중 에콰도르 출신이 가장 많으며 뒤를 이어 모로코와 볼리비아, 콜롬비아 출신이 많다.

## 언어
스페인어가 공용어이지만 약간씩의 지역차가 나타나기도 안다. 지방 방언에서는 자음이 생략되고 지역 특유의 단어를 사용하는 경향을 띠기도 한다. 대개는 아라곤어에서 유래된 것인데 아랍어에서 유래한 단어도 많다. 보통의 억양은 스페인 방언의 전형적인 형태를 보인다. 알메리아 지방의 언어와 비슷한 경향을 보인다.